# Ammophila pilimarginata
Ammophila pilimarginata là một loài côn trùng cánh màng trong họ Sphecidae, thuộc chi Ammophila. Loài này được Cameron miêu tả khoa học đầu tiên năm 1912.